# Marooned in Iraq
Marooned in Iraq (per. Gomgashtei dar Aragh) – irański (kurdyjsko-perski) dramat filmowy z 2002 roku w reżyserii Bahmana Ghobadiego.

## Opis fabuły
Mirza, znany kurdyjski muzyk usłyszał, że jego była żona Hanare ma kłopoty. On, w towarzystwie swoich dwóch synów, wyrusza w podróż wzdłuż granicy iracko-irańskiej, żeby ją odnaleźć.

## Obsada
- Shahab Ebrahimi jako Mirza
- Faegh Mohamadi jako Barat
- Allah-Morad Rashtian jako Audeh
- Rojan Hosseini jako Rojan
- Saeed Mohammadi jako nauczyciel
- Iran Ghobadi jako Hanareh

## Nagrody
- Gold Plaque, Międzynarodowy Festiwal Filmowy w Chicago, 2002.
- Nagroda François Chalais, Międzynarodowy Festiwal Filmowy w Cannes, 2002
- International Jury Award, Międzynarodowy Festiwal Filmowy w São Paulo, Brazylia, 2002.
- Nagrody Aurora i Don Quixote, Międzynarodowy Festiwal Filmowy w Tromsø, Norwegia, 2003